# Planet Waves
Albums par Bob Dylan
Dylan
(1973) Before the Flood
(1974)
Albums par The Band
Moondog Matinee
(1973) Before the Flood
(1974)
Planet Waves est le treizième album de Bob Dylan, auteur-compositeur-interprète américain de folk/rock, sorti en 1974.

## Historique
L'album a été enregistré avec le groupe The Band sur une période de trois jours. C'est l'unique album studio complètement enregistré avec cette formation.
À sa sortie en 1974, une édition quadraphonique a été mise sur le marché.

## Titres de l’album
| 1. | On a Night Like This         | 2:57 |
| 2. | Going, Going, Gone           | 3:27 |
| 3. | Tough Mama                   | 4:17 |
| 4. | Hazel                        | 2:50 |
| 5. | Something There Is About You | 4:45 |
| 6. | Forever Young                | 4:57 |

| 7.  | Forever Young     | 2:49 |
| 8.  | Dirge             | 5:36 |
| 9.  | You Angel You     | 2:54 |
| 10. | Never Say Goodbye | 2:56 |
| 11. | Wedding Song      | 4:42 |

## Musiciens
- Bob Dylan – guitare, harmonica, chant
- The Band :
  - Robbie Robertson – guitare
  - Rick Danko – guitare basse
  - Levon Helm – batterie
  - Garth Hudson – orgue
  - Richard Manuel – piano, batterie

## Production
- Rob Fraboni – producteur, ingénieur du son
- Nat Jeffery – assistant ingénieur du son
- David Gahr – photographie
- Joel Bernstein – photographie

## Classements hebdomadaires
| Classement (1974)              | Meilleure place |
| ------------------------------ | --------------- |
| Allemagne (Media Control AG)   | 34              |
| Autriche (Ö3 Austria Top 40)   | 4               |
| Canada (Canadian Albums Chart) | 1               |
| États-Unis (Billboard 200)     | 1               |
| Norvège (VG-lista)             | 5               |
| Pays-Bas (Mega Album Top 100)  | 7               |
| Royaume-Uni (UK Albums Chart)  | 3               |

## Certifications
| Pays              | Certification | Unités certifiées |
| ----------------- | ------------- | ----------------- |
| États-Unis (RIAA) | Or            | 500 000           |
| Royaume-Uni (BPI) | Argent        | 60 000            |